# Vaudrimesnil
Vaudrimesnil är en kommun i departementet Manche i regionen Normandie i norra Frankrike. Kommunen ligger i kantonen Saint-Sauveur-Lendelin som tillhör arrondissementet Coutances. År 2018 hade Vaudrimesnil 468 invånare.

## Befolkningsutveckling
Antalet invånare i kommunen Vaudrimesnil
| Referens: INSEE |